# Volcán Walther Penck
El volcán Walther Penck, (originalmente Volcán Tipas o Cerro Tipas), mal llamado Nacimientos o Cazadero, es un macizo volcánico de una altitud de 6658 m s. n. m. situado en el norte de la provincia de Catamarca, Argentina, al sur del Ojos del Salado, de 6864 m s. n. m., y al norte del Volcán Nacimientos del Cazadero, de 6436 m s. n. m.
Considerado como uno de los volcanes más altos del mundo, el complejo volcánico Tipas/Walther Penck tiene al menos nueve cumbres de más de 6200 m s. n. m.
Es una formación de unos 40 km² rodeado de otros edificios volcánicos independientes, como el Volcán Ata, de 6500 m s. n. m. o el Volcán Olmedo, de 6215 m s. n. m.
Fue rebautizado con este nombre por el andinista tucumano profesor Orlando Bravo en homenaje al insigne geólogo austríaco Walther Penck (1888 - 1923) quien entre 1912 y 1914 fue el primero en relevar el área de forma metódica.
La confusión entre nombres se debió a una trasposición de topónimos en las antiguas cartas del Instituto Geográfico Militar argentino.
La cumbre principal del Walther Penck está unos 10 km al sur del Ojos del Salado. Unos 17 km al SSO del macizo Walther Penck se halla la punta norte de las Salinas de la Laguna Verde.